# Стефано Кугурра
Алессандро Стефано Кугурра Родрігес (порт. Alessandro Stefano Cugurra Rodrigues, нар. 25 липня 1974, Ріо-де-Жанейро), відомий також під прізвиськом Теко — бразильський футбольний тренер. З 2019 року очолює тренерський штаб індонезійського футбольного клубу «Балі Юнайтед».

## Тренерська кар'єра
Стефано Кугурра розпочав тренерську кар'єру в 1999 році, та працював фітнес-тренером та спортивним директором у низці європейських, азійських та бразильських клубах. У 2013 році Кугурра вперше самостійно очолив малайзійський клуб Ліги Супер «Куала Муда Наза». У 2010 році бразильський тренер очолив таїландський клуб «Чіанграй Юнайтед», у якому працював до 2013 року. У 2013—2014 роках Кугурра очолював інший таїландський клуб «Пхукет», а в 2014—2015 роках очолював інший таїландський клуб «Осотспа». У 2015—2016 роках бразилець очолював інший таїландський клуб «Наві».
На початку 2017 року Стефано Кугурра очолив індонезійський клуб «Персіджа». Наступного року під керівництвом бразильського тренера команда стала чемпіоном Індонезії, а також здобула Кубок Президента Індонезії. У 2019 році Кугурра перейшов на посаду головного тренера клубу «Балі Юнайтед», з яким у сезонах 2019 і 2021—2022 років двічі вигравав титул чемпіона Індонезії.

## Титули і досягнення

### Як тренера
«Персіджа»
- Чемпіон Індонезії: 2018
- Володар Кубка Президента Індонезії: 2018

«Балі Юнайтед»
- Чемпіон Індонезії: 2019, 2021—2022